# Нова Европа (часопис)
Нова Европа био је југословенски часопис за сва друштвена питања. Излазио је у Загребу од 1920. до 1941. године. Издавач и уредник био је Милан Ћурчин (1880—1960). Ћурчин је часопис покренуо по узору на лондонски часопис The New Europe, као гласило страначки формално неангажованих либералних интелектуалаца. Штампан латиницом и ћирилицом, одликовао се наглашеним друштвено-политичким ангажманом у духу идеје интегралног југославенства. Мањи део часописа био је посвећен књижевности. У првим годинама излажења окупио је велик број сарадника, научника и књижевника.

## Историја
Часопис Нова Европа покренут је 16. септембра 1920. године и непрекидно је излазио до 20. марта 1941. У почетку је излазио трипут, затим двапут, а од 1930. једанпут месечно. Укупно је објављено 426 бројева.
Уредник часописа, Милан Ћурчин, истакнути југословенски интелектуалац, публициста, преводилац и књижевник, дуго је боравио у Великој Британији, где је и добио инспирацију за покретање оваквог једног часописа у истоименом лондонском часопису The New Europe, који је издавао Роберт Сетон Вотсон (Robert William Seton-Watson, 1879–1951) и његовом идејом о нужности демократског преуређења Европе. Лондонски часопис је излазио од 16. октобра 1916. до 28. октобра 1920. године. Југословенски часопис почео је да излази управо у тренутку када је енглески угашен.

## Концепција часописа
Уредник и бројни сарадници су током двадесет година, претежно са либерално-демократских и интегрално-југословенских позиција, анализирали друштвене, политичке, научне, економске и културне проблеме у Европи и Краљевини Срба, Хрвата и Словенаца, односно Краљевини Југославији Југославији. Нова Европа је редовно објављивала књижевне прилоге и расправе о уметничким феноменима. Карактеристично је обједињавање чланака у темате и тематске циклусе.

## Оснивачи, уредници и сарадници
Оснивачи Нове Европе били су др. Јован Цвијић, др. Јосип Смодлака, Иван Мештровић, др. Матија Мурко, др. Иван Пријатељ, др. Никола Стојановић, др. Милан Решетар, др. Леонид Питомец, Јулије Бенешић, др. Тихомир Остојић, др. Коста Кумануди, др. Лаза Поповић, Милан Ракић, др. Светислав Поповић, др. Војислав М. Јовановић, Миодраг Ибровац, др. Бранимир Ливадић, Милан Грол и Милан Ћурчин.
Цве време док је часопис излазио уредник је био Милан Ћурчин, а уз њега су у појединим бројевима наведени и Лаза Поповић, Марко Костренчић и Леонид Питомец.
У часопису су сарађивале многе истакнуте личности као што су: Иво Андрић, Александар Арнаутовић, др. Јосип Бандолић, М. Банд, Славко Батушић, Асим Бехмен, др. Хуго Верк, др. Владимир Дворниковић, Мирка Демирова, др. Тихомир Ђорђевић, др. Ватрослав Јагић, Јован М. Јовановић, Слободан Јовановић, др. И. Холбет, Јосип Косор, Густав Крклец, Бранко Лазаревић, др. Филип Давидовић-Марушић, зенитиста Љубомир Мицић, војвода Живојин Мишић, др. Јосип Нађ, др. Виктор Новак, Муниб Османагић, Антун Петринчић, Исидора Секулић, Миховил Томандл, Владимир Трешчец, Марко Цар, Милош Црњански, Урош Џонић и многи други.